# 马哈茂德·法耶兹
马哈茂德·法耶兹（1926年—2002年12月17日）是一名埃及举重运动员，曾代表埃及队在1948年伦敦夏季奥运会60公斤级举重比赛中获得金牌。此前，马哈茂德还在1946年世界举重锦标赛60公斤级比赛中获得银牌。